# سیمکا ۱۰۰۰
سیمکا ۱۰۰۰ (Simca ۱۰۰۰) خودرویی است که در سال‌های ۱۹۶۱ تا ۱۹۷۸در کازابلانکا و مراکش تولید شده‌است. 
این خودرو در کلاس خودرو کامپکت قرار گرفته و طراحی آن خودروهای موتور عقب-محور عقب بوده طول آن در حالت طبیعی ۳٬۷۸۵ میلیمتر (۱۴۹٫۰ اینچ) است. سیستم جعبه‌دندهٔ آن ۴ دنده به صورت دستی است.

## نگارخانه

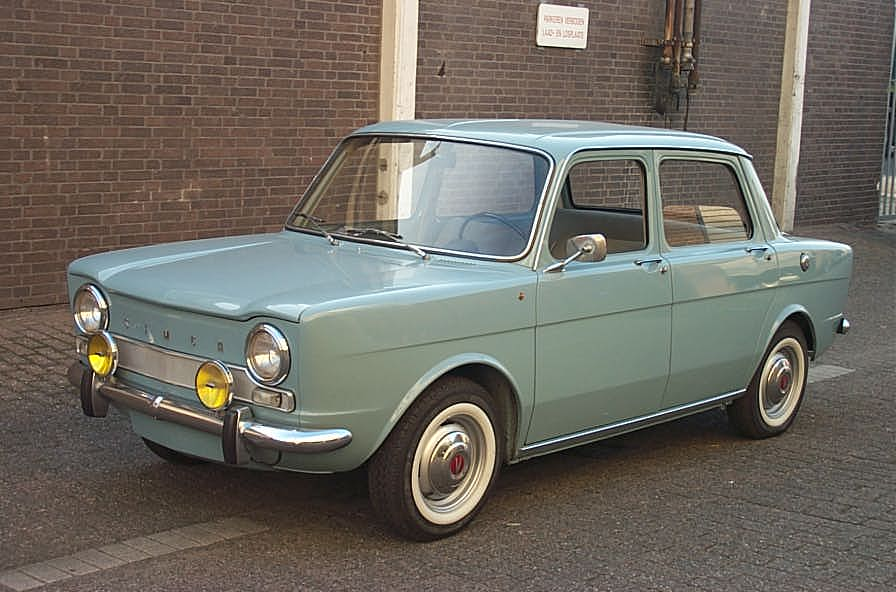
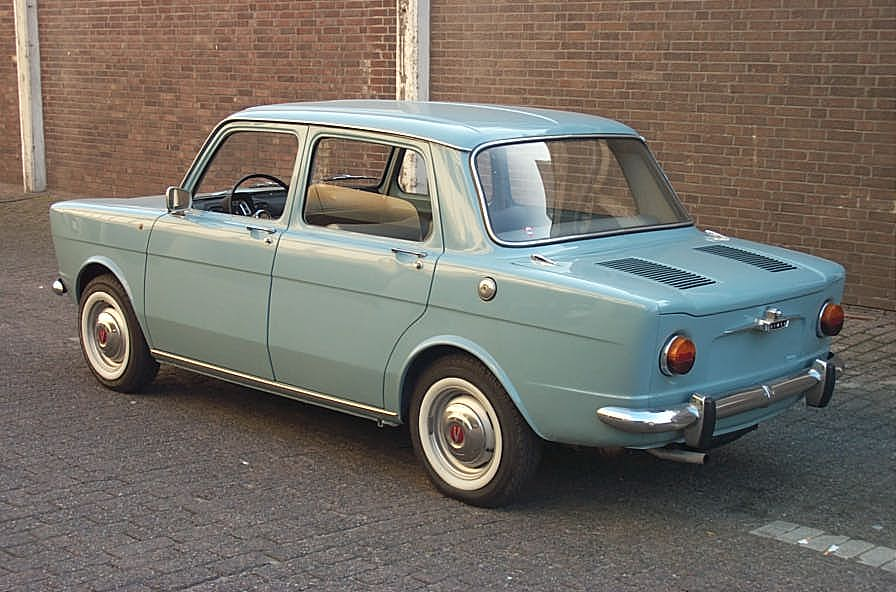
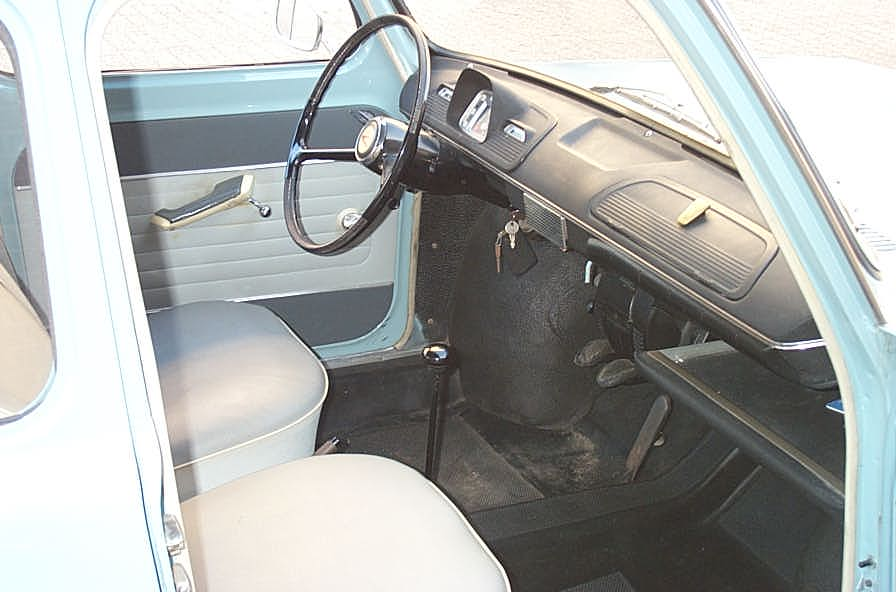